# Manuel Olivencia Ruiz
Pour les articles homonymes, voir Olivencia, Manuel Ruiz et Ruiz.
Manuel Olivencia Ruiz, né à Ronda (province de Malaga) le 25 juillet 1929 et mort le 1er janvier 2018 à Séville, est un juriste espagnol.

## Biographie
Olivencia est née à Ronda, province de Málaga, le 25 juillet 1929 et a grandi à Ceuta. Le père d'Olivencia était également avocat. 

## Carrière
Il est docteur en droit cum laude de l'Université de Bologne en 1953, professeur de droit commercial à l'Université de Séville, ambassadeur extraordinaire d'Espagne et délégué à la Commission de l'ONU pour le droit commercial. Il est sous-secrétaire pour l'éducation et la science durant le premier gouvernement de la transition démocratique espagnole et le commissaire général de l'Exposition universelle de Séville de 1992.
Il reçoit en 1990 la Creu de Sant Jordi pour son implication dans la collaboration entre Séville et Barcelone dans le cadre des événements de 1992 (exposition universelle de Séville et Jeux olympiques d'été à Barcelone). Il entre en 2005 à l'Académie royale de jurisprudence et législation.

### Biographie
- (es) L. Sanchez, « Manuel Olivencia, invitado de CIMA, para glosar la relación entre el arbitraje y la Constitución de Cádiz de 1812 », Diario Jurídico,‎ 21 mai 2012